# Joan Busfield
Joan Busfield (* 22. Juni 1940) ist eine britische Psychologin und Soziologin, die als Professorin am Department of Sociology der University of Essex forscht und lehrt. Ihr Forschungsschwerpunkt war die Gesundheitssoziologie, insbesondere die der psychischen Krankheiten. Von 2003 bis 2005 amtierte sie als Präsidentin der British Sociological Association.
Busfield machte ihr erstes Master-Examen an der schottischen University of St Andrews und wurde in einer Londoner Klinik zur klinischen Psychologin ausgebildet. Es folgten ein zweiter Master-Examen und die Promotion zur Ph.D. an der University of Essex, wo sie Professorin wurde und auch die Verwendung von Arzneimitteln und die Rolle der pharmazeutischen Industrie analysierte.

## Schriften (Auswahl)
- Health and health care in modern Britain. Oxford University Press, Oxford/New York 2000, ISBN 0-19-878123-7.
- Men, women, and madness. Understanding gender and mental disorder. New York University Press, New York 1996, ISBN 0-8147-1278-9.
- Managing madness. Changing ideas and practice. Hutchinson, London/Dover 1986, ISBN 0-09-164110-1.
- Mit Michael Paddon: Thinking about children. Sociology and fertility in post-war England. Cambridge University Press, Cambridge/New York 1977, ISBN 0-521-21402-5.